# Нік Клегг

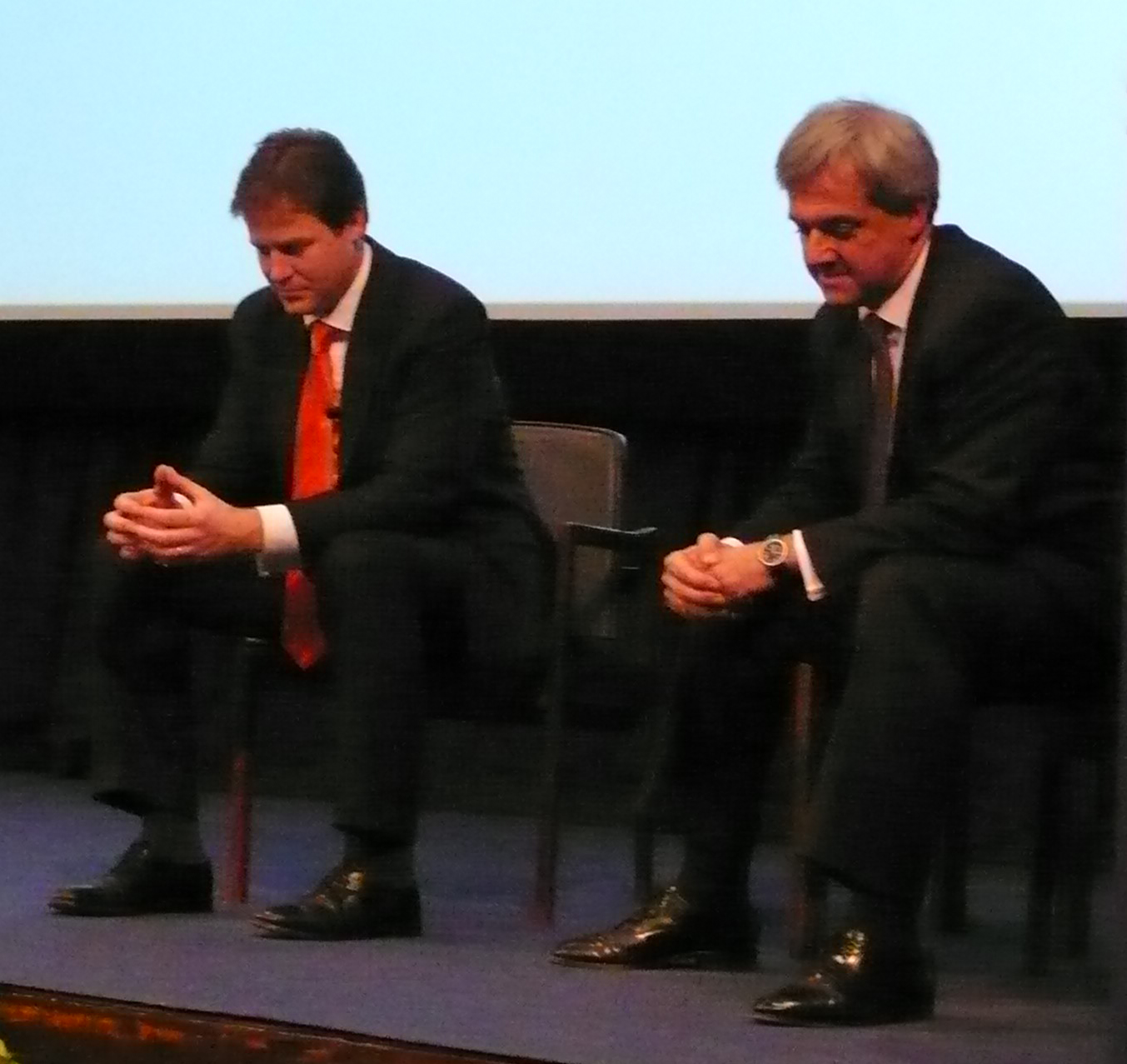
Нік Клегг і Кріс Хьюн на виборах голови Ліберальних демократів

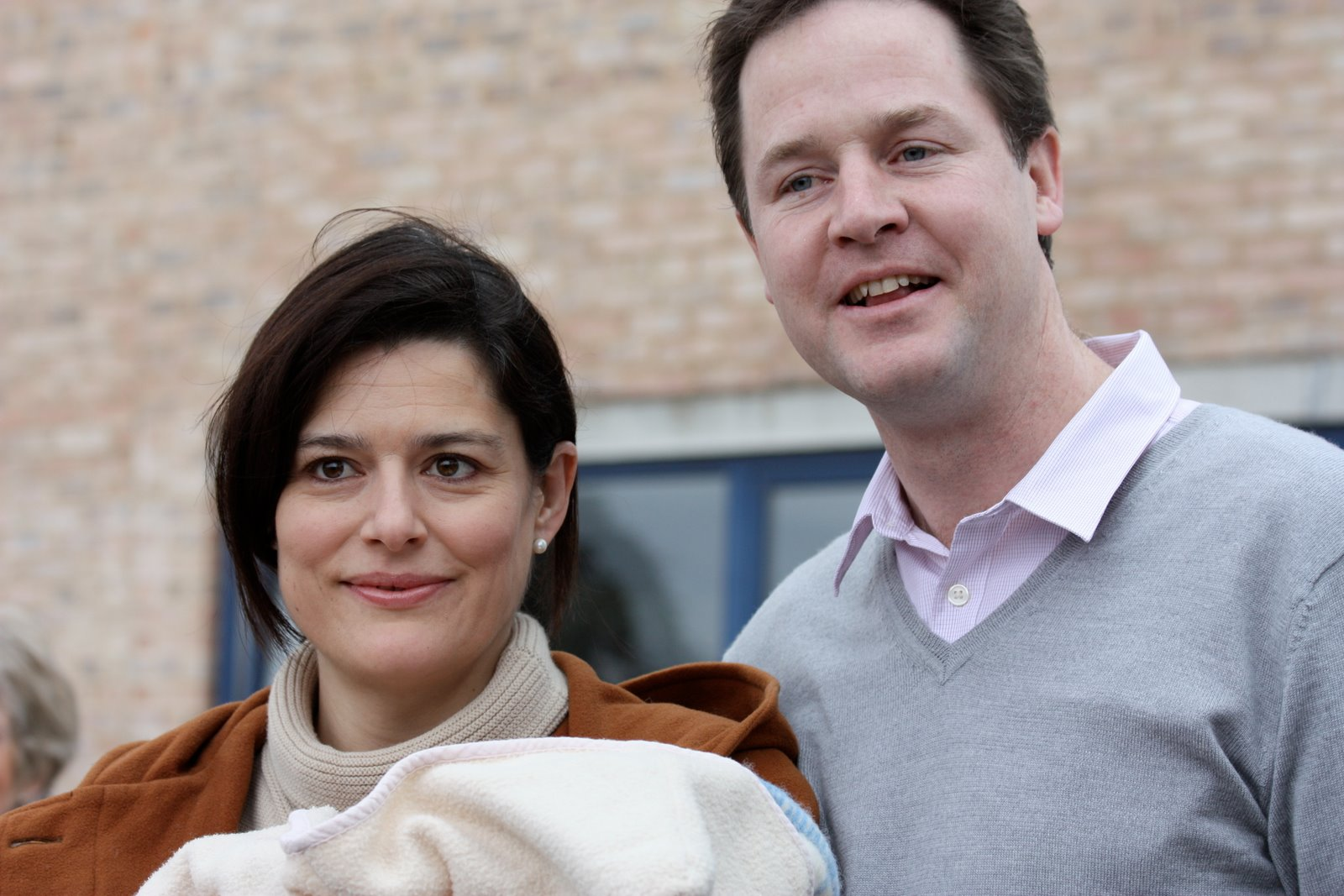
Нік Клегг зі своєю дружиною Міріам, 2009.

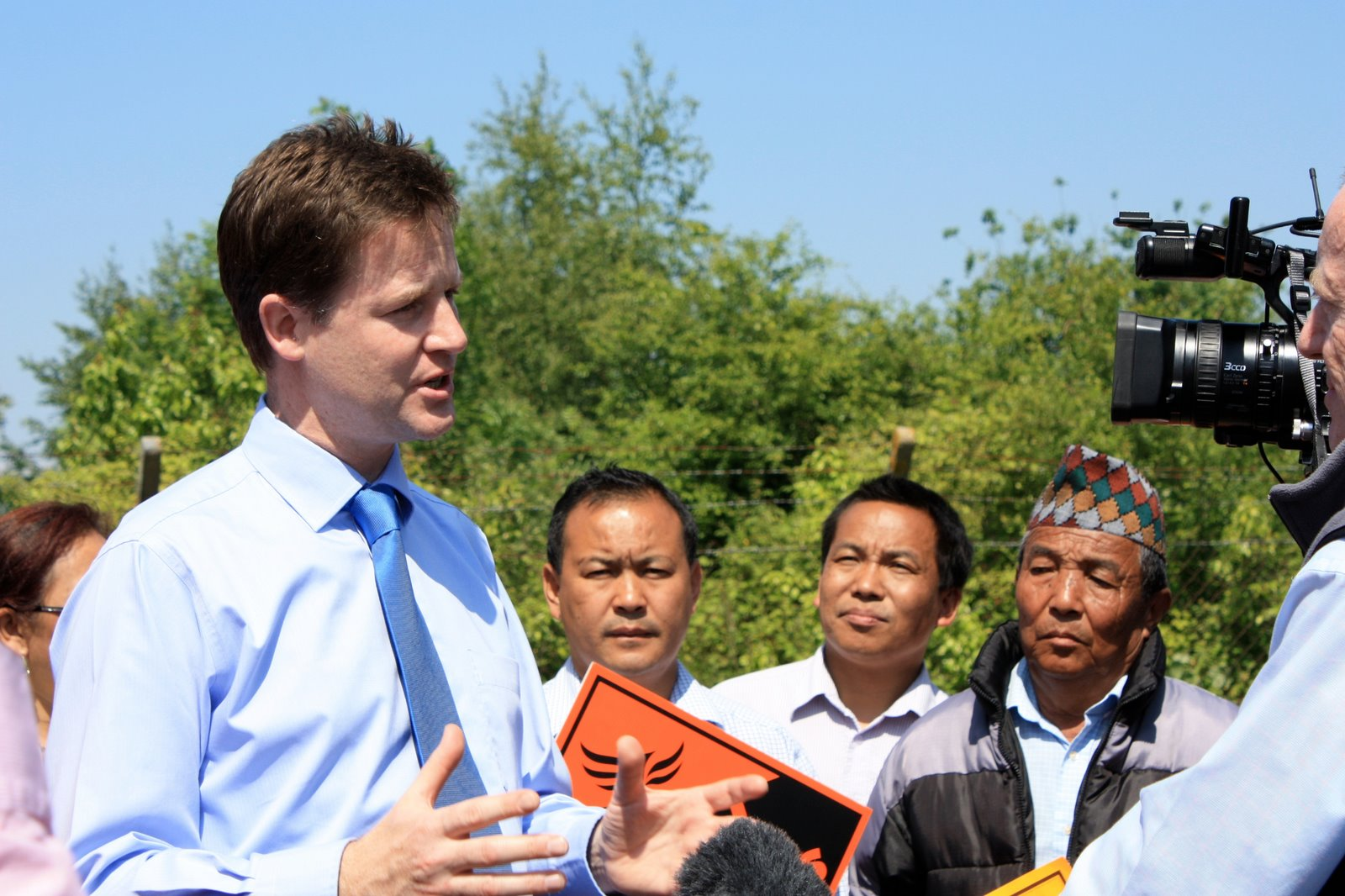
Нік Клегг

Ні́колас Ві́льям Пі́тер Клегг (англ. Nicholas William Peter Clegg, Nick Clegg; нар. 7 січня 1967, Чалфон-Сент-Джайлс, Бакінгемшир, Велика Британія) — британський політик, лідер Ліберальних демократів з 2007 по 2015, колишній віцепрем'єр-міністр Великої Британії. Має коріння з відомого роду Закревських, які мали родовий маєток у містечку Березова Рудка (Пирятинський район, Полтавська область).

## Біографія
Нік Клегг народився у Бакінгемширі поблизу Лондона в сім'ї банкіра, є третім з чотирьох дітей. Нік Клегг і його батько Микола мають коріння у козацько-старшинському роді Закревських і є нащадками Ігнатія Платоновіча Закревського, який був сенатором за часів правління імператора Олександра III, а мати — голландка. У дитинстві від матері Нік навчився вільно говорити голландською мовою. Пізніше він також вивчив французьку, німецьку та іспанську мови.
Після закінчення середньої школи поступив до Робінсон коледжу Кембриджського університету, де вивчав археологію і антропологію. Навчання продовжив у Сполучених Штатах, де захистив дисертацію з політичної філософії у Міннесотському університеті, потім навчався у Бельгії, у Коледжі Європи, де здобув ступінь магістра.
Закінчивши навчання, працював журналістом, спочатку як стажер у журналі The Nation в Нью-Йорку, а згодом кореспондентом газети Financial Times в Угорщині, отримав спеціальну премію за журналістську діяльність. У 1994 році Нік Клегг став членом Європейської комісії, де працював радником Леона Бріттена, Європейського комісара з торгівлі, відповідав за програми допомоги республікам Середньої Азії, а також брав участь у торговельних переговорах з Росією і Китаєм.
У 1999 р. був обраний до Європарламенту, де перебував до 2004 року. У 2005-му став депутатом Палати громад від округу Шеффілд. У 2007 році Ніка Клегга обрали головою британської партії Ліберальні демократи. Виступав із програмою за «відкриту і толерантну Британію». Після виборів 2010 року, коли консерваторам не вдалося отримати більшість, необхідну для формування уряду, була створена парламентська коаліція, в яку увійшли ліберальні демократи. У новому кабінеті Нік Клегг був призначений заступником прем'єр-міністра і одночасно отримав почесний титул Лорда-голови Ради.
Після коаліції з консерваторами і підтримки Клеггом нового плану жорсткої економії, ліберальних демократів звинувачують у зраді своїм передвиборним обіцянкам, що відзначилося на падінні популярності партії серед виборців. Він подав у відставку з посади лідера ліберал-демократів 8 травня 2015, за підсумками загальних виборів Сполученого Королівства.
У 2000 році Нік Клегг одружевся з Міріам Гонсалес Дурантес, іспанкою за походженням. У шлюбі народилося троє дітей: Антоніо, Альберто і Мігель Клегг.

## Висловлювання про Україну
У держави Україна є все, щоб стати європейським титаном. Але тільки якщо її буде побудовано на динамічній ринковій економіці, поєднаній з живою демократією. Щоб закінчити переговори з ЄС — переговори, які мають перетворити українську економіку революційним чином — ми маємо бачити чесні вибори, вільну пресу і гарантії того, що влада не займається переслідуваннями за політичні погляди. В іншому випадку Європарламенту буде дуже важко ратифікувати угоду — угоду, яка зараз так спокусливо близька.
Самміт Східного партнерства 29-30 вересня 2011 року.